# تاریخ حلب (کتاب)
تاریخ حلب از ابن عظیمی تألیف محمد بن علی بن محمد بن احمد بن نزار تنوخی حلبی، معروف به ابن عظیمی است. در فترت دو جنگ اول و دوم صلیبی، بعد از کتاب ابن قلانسی، قدیمی‌ترین منبع، تاریخ حلب ابن عظیمی مورخ و شاعر شیعی است. وی یکی از بزرگترین شخصیت‌های حلب در دورهٔ جنگ‌های صلیبی بود. اهتمام و توجه ویژه‌ای به نگارش تاریخ حلب و شمال شام داشت و حوادث شمال سوریه را به عنوان کانون جنگ‌های صلیبی تا ۵۳۸ ق ثبت کرده‌است. تاریخ عظیمی یکی از منابع ابن عدیم در تألیف کتاب بغیه الطلب است.
ابن عظیمی، به شیوهٔ سال‌شمار تاریخ جنگ‌های صلیبی را از سال ۴۸۴ ق آغاز کرد و بیشترین توجه خود را به حلب و مناطق اطراف حلب معطوف داشت. وی در این نگارش به شرق عالم اسلامی و اخبار آن، به‌ویژه بغداد، مقر خلیفه عباسی کمتر توجه دارد، نگاه او به مصر و اسماعیلیان ساکن در این منطقه نیز بسیار مهم است. هرچند نگاه او به جنگ‌های صلیبی نگاهی فرعی و درجه دوم است، اما اتفاقات روی داده در میان امیران و حاکمان منطقه و نیز بلایای طبیعی از نظر وی به دور نمانده‌است. تصویر ابن عظیمی از جامعه مسلمان حلب و مناطق مجاور آن، یک جامعه متحد و به هم پیوسته مورد تهاجم یک دشمن خارجی نیست، بلکه جامعهٔ از هم گسسته که دغدغه اصلی حکمرانان حفظ و توسعه منطقه حکومتی و سپس صلیبی‌هاست.